# Ferrocarril transcontinental

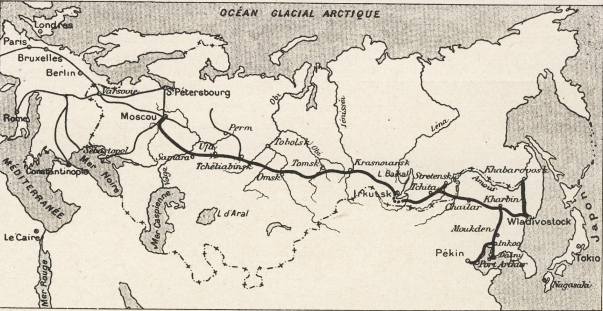
El Transiberiano, que conecta Europa con el Lejano Oriente asiático, es un ejemplo de ferrocarril transcontinental.

Un ferrocarril transcontinental es una red contigua de vías de ferrocarril que cruza una masa de tierra continental, con terminales en diferentes océanos o fronteras continentales. Estas redes pueden ser a través de las vías de ferrocarril, ya sea una sola o más, que sean propiedad o controladas por múltiples compañías ferroviarias a lo largo de una ruta continua. Aunque Europa, por ejemplo, está entrecruzada por ferrocarriles, las vías férreas dentro de territorio europeo no se consideran, por lo general, transcontinentales, con la única y posible excepción del histórico Orient Express.
Los ferrocarriles transcontinentales ayudaron a abrir regiones despobladas del interior de los continentes a la exploración y el asentamiento que de otro modo no hubiera sido posible. En muchos casos también forman la columna vertebral de las redes de transporte de pasajeros y de transporte de carga entre países.
En los Estados Unidos de América, una serie de ferrocarriles transcontinentales creados en el último tercio del siglo XIX supuso una red de transporte a nivel nacional que unió el país por ferrocarril. La primera de ellas, "Pacific Railroad", de 3 103 kilómetros de largo, fue construido por la Central Pacific Railroad y la Union Pacific Railroad conectó la bahía de San Francisco en Alameda, California, con la red de ferrocarril oriental existente de la nación en Council Bluffs, Iowa y Omaha, Nebraska, creando así el primer ferrocarril transcontinental del mundo cuando se inauguró en 1869. Su construcción fue posible gracias a que el Gobierno de Estados Unidos bajo las Pacific Railroad Acts de 1862, 1864 y 1867.

## América Central (líneas interoceánicas)

### Panamá

Línea actual del Ferrocarril de Panamá. (versión interactiva)

El primer ferrocarril que conectaba directamente dos océanos (aunque no por el cruce de una amplia masa de tierra «continental») fue el Ferrocarril de Panamá. Inaugurado en 1855, esta línea de 77 kilómetros fue denominada como un ferrocarril «interoceánico» que cruzaba América Central en su punto más estrecho, el istmo de Panamá, cuando esa zona era todavía parte de Colombia (Panamá se separó de Colombia en 1903 y se convirtió en la nación independiente de Panamá). Al atravesar el istmo, la línea se convirtió en el primer ferrocarril que cruzaba por completo cualquier parte de las Américas y físicamente conectaba puertos en el Atlántico y el Pacífico. Debido al ambiente tropical de la selva, el terreno y enfermedades como la malaria y el cólera, su conclusión fue un gran reto de la ingeniería del siglo XIX. La construcción duró cinco años después de que comenzase la construcción de la primera línea en mayo de 1850, costó ocho millones de dólares y requirió más de siete mil trabajadores traídos de «todos los rincones del mundo».
Este ferrocarril fue construido para proporcionar un camino más corto y más seguro entre el este de los Estados Unidos y el oeste. Esta necesidad se debió principalmente a la fiebre del oro de California. Con los años, el ferrocarril jugó un papel clave en la construcción y la posterior operación del Canal de Panamá, debido a su proximidad al propio canal. Actualmente, el ferrocarril opera bajo la administración privada del Ferrocarril del Canal de Panamá, y su capacidad mejorada complementa el tráfico de carga por el Canal de Panamá.

### Guatemala

El ya desaparecido Ferrocarril del Norte de Guatemala. (versión interactiva)

El Ferrocarril del Norte de Guatemala, un segundo ferrocarril interoceánico de Centroamérica comenzó su actividad en 1908 como una conexión entre Puerto San José y Puerto Barrios en Guatemala, pero cesó el servicio de pasajeros a Puerto San José en 1989.

### Costa Rica

Red ferroviaria de Costa Rica

Una tercera vía férrea interoceánica centroamericana comenzó su actividad en 1910 como una conexión entre Puntarenas y Limón con un ancho de vía de 1.067 mm, haciendo uso del Ferrocarril al Atlántico y el Ferrocarril al Pacífico, atravesando la capital de San José.

## Lectura adicional
- Glenn Williamson, Iron Muse: Photographing the Transcontinental Railroad. Berkeley, CA: University of California Press, 2013.